# Tour della nazionale maschile di rugby a 15 della Scozia 1997
Tra le due edizioni del 1995 e del 1999 della coppa del mondo di rugby, la nazionale di rugby XV della Scozia si è recata più volte in tour oltremare.
Nel 1997 si assiste ad un tour della squadra "A", poiché i migliori giocatori sono impegnati nel Tour dei Lions. Tour che vede anch'esso come teatro principale il Sud Africa

## Risultati
Il primo test è contro lo Zimbabwe e vede la Scozia imporsi agevolmente. Sugli scudi Craig Joiner che torna in nazionale dopo un anno e realizza tre mete.
| Arbitro: | M Wyles |

|         |      |                                      |
| Mbereko | mt   | Joiner 3, Nichol 3 Gilmore 2, Peters |
| Tsimba  | tr   | Hodge 5                              |
| Tsimba  | c.p. |                                      |

Il secondo match avviene contro i Lions del Transvaal (ora Gauteng). Una sconfitta pesante ed un match devastante, visto che Craig Chalmers e Rowen Shepherd sono quindi costretti a tornare a casa per seri infortuni, il primo in allenamento, il secondo durante il match. 

| Johannesburg 20 giugno 1997 | Gauteng Lions | 42 – 20         | Scozia A | Ellis Park |
| \| \| \| \| \| Rossouw 2, Viese 2 Gillingham, Naude \| mt \| Gilmour, Walton \| \| Du Toit 3 \| tr \| Hodge 2 \| \| Du Toit 2 \| c.p. \| Hodge, Shepherd \| |               |                 |          |            |
| |               |                 |          |            |
| Rossouw 2, Viese 2 Gillingham, Naude | mt            | Gilmour, Walton |          |            |
| Du Toit 3 | tr            | Hodge 2         |          |            |
| Du Toit 2 | c.p.          | Hodge, Shepherd |          |            |

Anche contro i Falcons dell'Eastern Transvaal arriva una sconfitta malgrado un match molto equilibrato.
| Arbitro: | M Lawrence |

|                                         |      |                         |
| Bosch, De Wet Strydom Hoffman, Van Riet | mt   | Lee 2, Longstaff Mather |
| Peens 3                                 | tr   | Lee 3                   |
| Peens 4                                 | c.p. | Lee 3                   |

Il match successivo segna il riscatto per gli scozzesi, che conquistano un importante successo contro i Blue Bulls del Northern Transvaal, successo che poche settimane prima era stato mancato dai Lions. Eroe della partita è Tony Stanger, autore di due mete. Nel frattempo giunge in Sudafrica Scott Hastings: il trentaduenne fuoriclasse viene richiamato per sostituire l'infortunato Scott Nichols.
| Arbitro: | Ian Rodgers |

|             |      |                   |
| Breytenbach | mt   | Stanger 2, Joiner |
| Steyn       | tr   | Hodge 3           |
| Steyn 5     | c.p. | Hodge 3           |
|             | drop | Hodge             |

Dopo il match contro i "Bulls", per gli scozzesi una doccia fredda con la sconfitta contro i più modesti "Pumas"
| Arbitro: | T. Henning |

|                             |      |               |
| Jonker, Potgieter, Combrink | mt   | Nicol, Mather |
| Fourie 3                    | tr   | Hodge         |
| Fourie                      | c.p. | Hodge 3       |

Il Tour si chiude con una bella vittoria contro i Kings di Eastern Province.
| Arbitro: | Johnatahn Kaplan |

|                           |      |                          |
| Loubscher, van Jaarlsveld | mt   | Hastings, Hogg, S Murray |
|                           | tr   | Hodge 3                  |
|                           | c.p. | Hodge 5                  |